# Erik Pallin
Erik Johan Pallin född 26 november 1878 i Gävle, död 3 augusti 1964, var en svensk journalist och författare. Han var verksam under signaturen Flying och bror till författaren Anders Pallin och professor Nils Pallin.
Pallins huvudområde inom journalistiken var sport och teknik, han räknas som Sveriges första flygjournalist. Han blev den första flygpassageraren i landet då han 1909 fick följa med Georges Legagneux på en flygtur över Gärdet i Stockholm. Flygturen beskrevs utförligt i flera tidningsartiklar och i boken Flygande människor. 
Som journalist medverkade han i tidningarna Idun, Kamraten, Stockholms Dagblad och Stockholmstidningen, han kom senare att bli redaktör för tidskrifterna Till rors och Svensk motortidning. Under första världskriget var han krigskorresponent med placering i England. Han var ordförande för Svenska idrottsjournalisters klubb 1922-1937 och Svenska gångförbundet 1934-1936.